# Geevarghese Mor Athanasios
Geevarghese Mor Athanasios – duchowny Malankarskiego Syryjskiego Kościoła Ortodoksyjnego, będącego częścią Syryjskiego Kościoła Ortodoksyjnego, od 2008 biskup pomocniczy Simhasana..